# Una vita per la libertà
Una vita per la libertà (Enslavement: The True Story of Fanny Kemble) è un film statunitense del 2000, diretto da James Keach

## Trama
È la storia della scrittrice Fanny Kemble, che dedicò la sua vita a combattere la schiavitù, in contrasto con il marito.